# Consejo de guerra de Alicante
El consejo de guerra de Alicante fue un tribunal militar permanente con sede en la ciudad de Alicante (España), activo entre 1939 y 1944. Establecido tras la guerra civil española, formó parte de la jurisdicción militar impulsada por el régimen franquista para la represión de opositores al denominado alzamiento nacional.

## Contexto histórico
Durante la guerra civil y los primeros años de la posguerra, las autoridades franquistas implementaron una red de consejos de guerra en todo el país. Estos tribunales, de carácter militar, asumieron competencias para juzgar no sólo delitos castrenses, sino también una amplia gama de delitos políticos y de orden público, especialmente los relacionados con la supuesta "rebelión contra el Movimiento Nacional".
Inicialmente temporales y constituidos caso por caso, los consejos de guerra adquirieron carácter permanente en zonas bajo control franquista, con sedes fijas y competencias amplias, lo que facilitó la ejecución sistemática de procesos sumarísimos. El consejo de guerra de Alicante fue uno de los órganos judiciales creados en este contexto, encargado de enjuiciar a civiles y militares acusados de colaborar con la segunda república española o de oponerse al nuevo régimen.

## Actividad judicial
El consejo de guerra de Alicante se encargó de tramitar procedimientos sumarísimos contra personas detenidas en Alicante y provincias cercanas. Estos juicios solían celebrarse en la propia ciudad o en localidades próximas, conforme a lo previsto en el código de justicia militar de 1890. En muchos casos, los acusados eran juzgados colectivamente en juicios rápidos con escasa o nula garantía procesal, lo que ha llevado a que estos procedimientos sean objeto de revisión crítica por parte de la historiografía contemporánea.
Durante su período de funcionamiento, este consejo intervino en cientos de causas por delitos como la adhesión a la República, la pertenencia a organizaciones políticas o sindicales, o la participación en actividades consideradas subversivas. Las penas impuestas incluían desde la cárcel hasta la pena de muerte.

## Composición y funcionamiento
El consejo estaba compuesto por un presidente con rango de coronel o teniente coronel, varios vocales con rango de capitán y un asesor jurídico militar con voz y voto. Su actuación se ajustaba al procedimiento sumarísimo previsto en el título XIX del código de justicia militar, caracterizado por su rapidez y por la restricción del derecho a la defensa.

## Fin de su actividad
A partir de mediados de la década de 1940, con la disminución del número de procesados por "rebelión", los consejos de guerra como el de Alicante redujeron su actividad o se disolvieron. En muchos casos, sus competencias fueron asumidas por otras instancias judiciales o por nuevos órganos creados para tratar delitos políticos, como el Tribunal de Orden Público en 1963.
El Consejo de Guerra de Alicante ha sido objeto de estudio en el marco de la investigación sobre la represión franquista. Numerosos historiadores y asociaciones de memoria histórica han documentado los juicios y condenas emitidas por este tribunal, considerando su actividad como una forma de represión política institucionalizada durante los primeros años del franquismo.